# Johann Mészáros von Szoboszló
Johann Mészáros von Szoboszló est un officier général hongrois au service de la monarchie des Habsbourg, né le 28 janvier 1737 à Kunhegyes et mort le 24 novembre 1801 à Csomaköz. Il s'engage dans l'armée autrichienne en 1756 et effectue une longue carrière en son sein, combattant successivement contre les Prussiens, les Ottomans et les Français. Pendant les guerres de la Révolution, Mészáros participe à plusieurs campagnes ; il commande notamment une division sur le front italien de 1796 à 1797, face à l'armée française du général Napoléon Bonaparte. Il est également Inhaber (propriétaire) d'un régiment de uhlans de 1792 à 1797 puis d'un régiment de hussards de 1797 à 1801.

## Biographie

### Du cornette au général-major, 1756-1791
Hongrois d'origine, Johann Mészáros naît à Kunhegyes le 28 janvier 1737, du mariage de János Mészáros et Erzbeth Jakó. Son biographe Karl Friedrich von Enzenthal écrit qu'il « descendait d'une famille du comitat de Szabolcs […] anoblie au 17e siècle ». Il a trois frères : András (1720-1744), Márton (1725-1776) et Ferencz (1742-1774). Sur les instances de son père, le jeune Johann étudie un temps au Collège réformé de Debrecen, mais ses résultats ne sont pas brillants et il préfère se former au métier de tailleur.
Il entre dans l'armée autrichienne le 1er septembre 1756 comme cornette au régiment de hussards no 30, avec lequel il prend part à la guerre de Sept Ans. Au cours de ce conflit, il se distingue par son courage et s'attire des éloges de son colonel. Promu au grade de lieutenant le 1er mai 1759, il est admis après la guerre à l'Académie militaire thérésienne de Vienne pour parfaire son apprentissage. Il est nommé capitaine le 1er juin 1764 puis chef d'escadron le 1er janvier 1768. Il est ensuite transféré en qualité de major au régiment de hussards Török no 36 (de) le 10 janvier 1774 et devient major en premier le 1er novembre 1778. 
À la même époque, Mészáros participe à la guerre de Succession de Bavière. Dans la nuit du 9 novembre 1778, à la tête d'une centaine de hussards et tirailleurs, il effectue un audacieux coup de main contre les Prussiens sur le village de Weissbach qui lui livre 33 prisonniers et 27 chevaux. Le lendemain de ce fait d'armes, il est fait lieutenant-colonel du régiment de hussards no 30.
D'après Smith et Kudrna, Mészáros est élevé au rang d’Oberst (colonel) du régiment de hussards no 2 Kaiser Joseph II (de) le 1er mai 1784 (ou le 24 avril 1784). De 1788 à 1791, il se distingue par ses coups d'éclat lors de la guerre austro-turque, notamment à la bataille de Focșani le 21 juillet 1789 où une charge énergique de son régiment met en fuite l'aile gauche ottomane. Pour ce fait d'armes, il est nommé général-major le 14 août de la même année.

### Parcours pendant les guerres révolutionnaires

#### Sur le Rhin, 1792-1796
En 1792, il devient Inhaber (propriétaire) du régiment de uhlans Mészáros (de) — qui prend le no 1 en 1798 — et occupe cette fonction jusqu'en 1797. Cette unité est mise sur pied à partir des quatre régiments de chevau-légers Kaiser (de), Karaczay, Levenehr et Lobkowitz (de) qui fournissent chacun deux escadrons. Le 13 octobre 1793, appartenant à l'armée du général Dagobert Sigmund von Wurmser, il dirige la 4e colonne au cours de la première bataille de Wissembourg. Ses services sont récompensés par la croix de chevalier de l'ordre militaire de Marie-Thérèse le 25 octobre. L'année suivante, il passe au corps de Friedrich von Hotze avant de revenir à l'armée du Rhin où il sert encore aux côtés de Wurmser et de son successeur, le comte Maximilien Antoine de Baillet de Latour. Il est promu Feldmarschall-Leutnant le 4 mars 1796 et commandeur de l'ordre de Marie-Thérèse le 11 mai. Le 5 juillet, lui et le général Karl Aloys zu Fürstenberg commandent l'arrière-garde lors d'une échauffourée à Rastatt.

#### Divisionnaire en Italie, 1796-1797

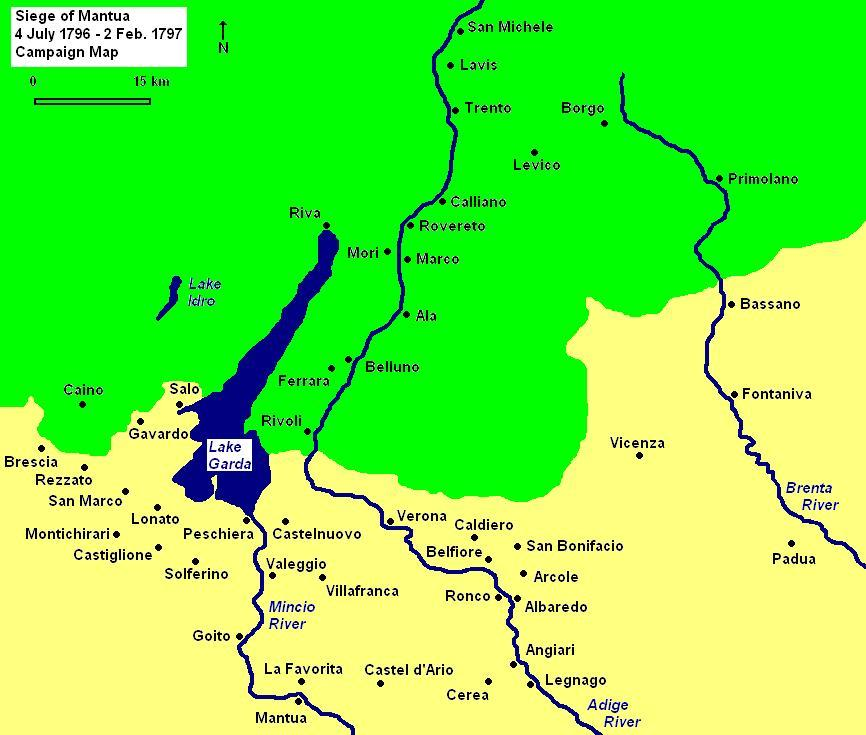
Campagne de Mantoue, 1796-1797, théâtre des opérations.

Immédiatement après Rastatt, Mészáros est dépêché en Italie où Wurmser a remplacé le général Beaulieu au commandement en chef de l'armée. Lors de la première tentative de lever le siège de Mantoue, le vieux maréchal confie à son subordonné le commandement de la 4e colonne. Cette dernière, quittant la vallée du Brenta, atteint Bassano del Grappa à la fin du mois de juillet ; de là, elle se dirige par le nord-est vers Mantoue en passant par Vicence, ce qui l'exclut un temps du théâtre principal des opérations durant une phase critique de la campagne. Lorsque Mészáros arrive enfin sous les murs de Mantoue, Wurmser le charge d'observer la division française du général Fiorella qui vient juste de lever le siège de la ville. Trompant la surveillance du commandant autrichien, cette dernière lève le camp dans les premières heures du 5 août et débouche sur le champ de bataille de Castiglione suffisamment à temps pour participer à la victoire française.
Au début de la deuxième campagne de Mantoue, Mészáros est en position à l'ouest de Bassano avec les 10 673 hommes de sa division. Bonaparte prend ses adversaires par surprise, défait l'armée autrichienne dans le Tyrol à Rovereto puis marche contre Wurmser qu'il vainc à son tour le 8 septembre à la bataille de Bassano. Au lieu de reculer vers l'est, Wurmser fait mouvement en direction du sud-ouest pour faire sa jonction avec Mészáros, avec lequel il fait route vers Mantoue à marches forcées. Les Autrichiens échappent aux griffes de leurs poursuivants et parviennent à rallier la forteresse, malgré la défaite de La Favorite le 15 septembre. C'est lors d'un combat livré le même mois que le général a la jambe gauche emportée par un boulet de canon. Dès lors, la vie de Mészáros et de ses soldats se confond avec celle de la garnison de Mantoue tout au long du siège, jusqu'à la reddition de Wurmser à Bonaparte le 2 février 1797.

### Fin de carrière
Il se retire du service peu après le siège de Mantoue, le 28 février 1797, du fait de la perte de sa jambe. Cela ne l'empêche pas de devenir, le 8 novembre de la même année, propriétaire du régiment de hussards no 35 Mészáros — renuméroté 10e l'année d'après — et chef du district de la Theisse pour la cavalerie insurrectionnelle hongroise en octobre 1800,. Le général Mészáros meurt le 24 novembre 1801 à Csomaköz en Hongrie. Son enterrement a lieu en grande pompe dans la crypte de l'église du village.
Outre sa langue natale, Mészáros maîtrise aussi l'allemand, l'italien et le français, fruits de son passage à l'Académie militaire de Vienne. En référence à son action durant la campagne de 1793 sur le Rhin, l’Allgemeine Deutsche Biographie écrit à son sujet : « Meszaros était un commandant déterminé, qui ne perdait jamais de vue son adversaire et qui, une fois qu’il appréhendait ses faiblesses, savait profiter du moment le plus opportun ». Une critique du livre de Lajos Kolosy consacré au général Mészáros, parue en 1929 dans une revue hongroise d'histoire militaire, considère ce dernier comme « l'un des militaires hongrois les plus remarquables du XVIIIe siècle » et déplore qu'il ne soit pas plus connu. 
Le poète Mihály Fazekas, qui a participé à la bataille de Focșani dans les rangs de l'armée autrichienne, a écrit au sujet de cet affrontement un poème (Feltette hatalmas, traduisible par « Un très grand effort ») dans lequel il évoque le nom de Mészáros, sous les ordres duquel il a servi avec le grade de lieutenant.

## Vie privée
Le 20 février 1784, il épouse Mária Diószeghy, veuve d'un propriétaire terrien de Csomaköz. De cette union naît une fille, Johanna Mészáros (1784-1844), mariée au comte László Teleki (1764-1821). Ils ont ensemble deux enfants, dont l'écrivain et homme politique László Teleki (1811-1861), qui est donc le petit-fils du général. Le Premier ministre hongrois Kálmán Tisza lui est également apparenté.